# З праху повсталі
«З праху повсталі» (англ. From the Dust Returned) — роман американського письменника Рея Бредбері, що розповідає про родину Елліот (англ. Elliott), людей «у вищій мірі химерних, незвичайних, навіть гротескних, які цілком могли б бути — а могли б і не бути — вампірами». Роман писався понад півстоліття — з 1945 по 2000 рік — і спочатку складався з шести оповідань («Сімейна зустріч», «На захід від жовтня», «Мандрівниця», «Дядько Ейнар», «Східний на північ», «Квітневе чаклунство»), які писалися і публікувалися окремо один від одного. Тільки в 2001 році «З праху повсталі» виходять самостійним виданням, у яке увійшли нові поєднувальні розділи.

## Історія створення
Початок історії сім'ї Елліот було покладено, коли Рею Бредбері було сім років. Усі персонажі роману списані з родичів, які приїжджали в будинок його бабусі на Гелловін. Ось що Бредбері згадує про той час:
Щороку з наближенням Гелловіна моя тітка Нейва завантажувала нас з братом у свій старий «фордик» і везла в Жовтневу Країну збирати кукурудзяні стебла і гарбузи, що залишились у полі. Ми відносили свою здобич в бабусин будинок, завалювали гарбузами кожний вільний кут, складали стебла на веранді і розстеляли кукурудзяне листя від вітальні до внутрішніх сходів і вгору, щоб можна було не крокувати по сходинках, а зісковзувати.

Тітка перетворювала мене в чаклуна з великим восковим носом і ховала на горищі, садила брата в засідку під сходи, що ведуть на горище, і пропонувала своїм хелловіновим гостям заходити в будинок крадучись в непроглядній темряві. Уся атмосфера таких свят була пронизана буйними веселощами. З цією воістину чарівною тіткою (вона була старша за мене на якихось десять років) пов'язані у мене чи не найдорожчі спогади.— Рей Бредбери. «З праху повсталі». Післямова. «Як родина зібралась в одному місці».
Перша розповідь, «Сімейна зустріч», була опублікована в журналі «Mademoiselle» в 1946 році (у той час Бредбері писав для журналу «Weird Tales», але там не прийняли прислану розповідь. Як зізнавався сам Бредбері, послати розповідь у «Mademoiselle» його змусив випадковий порив, однак редактори навіть зробили весь жовтневий номер в одній тематиці з розповіддю і запросили Чарльза Аддамса для ілюстрування номера. Після цього Бредбері і Аддамс всерйоз задумалися про співавторство: Бредбері напише продовження про Елліотів, а Аддамс зробить ілюстрації, щоб вийшла книга. Однак їм не вдалося знайти видавця, і задум так і не був здійснений. У наступні роки Бредбері періодично публікував оповідання про Елліотів:
- «Сімейна зустріч» (англ. "Homecoming") (жовтень 1946 року, вперше опубл. у журналі «Mademoiselle»)
- «Мандрівниця» (англ. "The Traveller") (березень 1946 року, вперше опубл. у журналі «Weird Tales»)
- «Дядько Ейнар» (англ. "Uncle Einar") (1947 год, уперше опубл. у збірці «Dark Carnival», вид. «Arkham House»)
- «Квітневе чаклунство» (англ. "The April Witch[en]") (квітень 1952 года, вперше опубл. у журналі «The Saturday Evening Post»)
- «Східне на північ» (англ. "On the Orient, North") (1988 год, уперше опубл. у збірці «The Toynbee Convector», изд. Alfred A. Knopf / BOMC)
- «На захід від жовтня» (англ. "West of October") (1988 год, уперше опубл. у збірці « The Toynbee Convector», изд. Alfred A. Knopf / BOMC)
- «З праху повсталі» (англ. "From the Dust Returned") (вересень 1994 года, вперше опубл. у журналі «The Magazine of Fantasy & Science Fiction»)

У 2001 році видавництво William Morrow and Company випускає весь роман окремим виданням. Обкладинкою до видання стала ілюстрація Чарльза Аддамса, зроблена в 1946 році для журналу «Мадемуазель», що опублікував «Сімейну зустріч».

## Персонажі
- Тімоті (англ. Timothy) — єдиний член сім'ї людського походження, хлопчик десяти років. Коли він був немовлям, його знайшли біля порогу дому в кошику. У його обов'язки входить вести літопис життя родини. Тімоті дуже страждає, що відрізняється від своїх родичів. Однак у кінці роману Тімоті розуміє, що хоче бути звичайною людиною і жити серед звичайних людей.
- Се́сі (англ. Cecy) — сімнадцятирічна дівчина, яка має здатність під час сну посилати свою свідомість у будь-яку точку світу і впроваджувати його в будь-яку живу істоту. Сім'я дуже цінує її за цей дар, за допомогою якого Сесі допомогла родичам сховатися від переслідуючих їх людей. Одного разу Сесі вселяється в тіло Енн Лірі, юної дівчини, і змушує її піти на танці з юнаком на ім'я Том, якого Енн насправді терпіти не може. Сесі закохується в нього, хоча і знає, що ніхто з родини не може одружитися з людиною. Енн дає Тому адресу своєї подруги і просить відвідати її. У кінці роману Том приходить до згорілого будинку. Сесі і Том пізнають один одного.
- Тисячу-Раз-Пра-Бабуся (Неф) (англ. A Thousand Times Grandmère (Nef)) — чотирьохтисячолітньої мумія дочки фараона, мати Нефертіті, але для всіх членів сім'ї — просто «Бабуся». «Існує» (так як Неф не жива і не мертва) на Високому горищі. На початку роману вона розповідає Тімоті історію родини. У кінці роману, після того як згорів будинок, Тімоті приносить її в музей і залишає куратору, але просить у нього дозволу приходити в будь-який час відвідувати її, так як вони «сім'я».
- Нільський Пращур (англ. The Nile Ancestor) — найстаріший член сім'ї, мумія Тутанхамона, «Нільський Прадід», чоловік Тисячу-Раз-Пра-Прабабусі. Згадується в розділі «На захід від Жовтня». Стає новим «будинком» для чотирьох кузенів — Вільяма, Пітера, Джека і Філіпа, — коли їх тіла згорають у сараї під час пожежі, кузени назавжди залишаються в голові Прадіда, оселившись у його спогадах.
- Батько (англ. Father) — голова Сім'ї, вампір. Став прийомним батьком для Тімоті.
- Мати (англ. Mother) — господиня Будинку, вампір (хоча не потребує ні денного, ні нічного сну). Вона знайшла Тімоті на порозі Будинку й вирішила зробити його членом Сім'ї.
- Дядечко Ейнар (англ. Uncle Einar) — член Сім'ї Елліот. Описується як людина з величезними, як у кажана крилами і таким же гострим нічним зором; втрачає можливість орієнтуватися в темряві після удару блискавки. У розділі «Дядечко Ейнар» описується його подальше життя — Ейнар одружується на Брунілле, дівчині, яка знайшла його, коли в нього влучила блискавка. Ейнар, хоча вже не може літати на великі відстані, знаходить спосіб здійматися в повітря, не викликаючи підозр: він прикидається повітряним змієм, якого запускають його прийомні діти.
- Примарний пасажир (англ. The Ghastly Passenger)  привид східного експреса, що вперше згадується в розділі «Східний на північ». Над ним висить загроза загибелі через те, що люди перестають вірити в надприродне. У потязі до Парижу з Венеції, з ним знайомиться літня сестра милосердя, Мінерва Холлідей, дізнається, хто він такий, і допомагає дістатися до Сім'ї, щоб попередити її про небезпеку.
- Мине́рва Хо́ллідей (англ. Ms Minerva Halliday) — Літня сестра милосердя, яка під час поїздки в поїзді знайомиться з привидом Східного Експресу та допомагає йому вдало дістатися до Сім'ї. Вона відразу визнає в ньому містичну істоту, так як народилася вона в Ірландії. Під час їхньої подорожі в неї стається інфаркт, вона вмирає і стає таким же привидом. Як і примарний пасажир, вона поселяється в Будинку.
- Анжеліна Маргари́та (англ. Angelina Margarita) — дев'ятнадцятирічна дівчина, що з'явилася з могили, яка з плином часу молодіє, а не старіє, подібно до героя розповіді Френсіса Скотта Фіцджеральда. Згадується в розділі «Поспішайте жити», коли Сім'я вітає її прихід до життя на кладовищі біля Будинку. Анжеліна Маргарита деякий час живе з Сім'єю, з кожним місяцем молодіючи на рік. Вона розповідає Тімоті про своє майбутнє: вона буде молодіти, поки не піде з материнського лона у Вічність. Незабаром, будучи майже сімнадцятирічної, вона залишає Сім'ю назавжди, і згодом до них доходять тільки чутки про її подальший шлях.
- Ану́ба (англ. Anuba) — мумія кішки, що жила в Стародавньому Єгипті. Її поховали в гробниці Рамзеса, але прийшли війська Наполеона змусили муміфікованих кішок бігти, пройшовши шлях від Єгипту доСША. Ануба першою з членів Сім'ї приходить до Будинку. Пізніше стає другом Тімоті.
- Ара́х (англ. Arach) — павук, що живе у Будинку. Друг Тімоті.
- Миша (англ. A Ghost Mouse) — примарна миша, кілька тисячоліть провела в гробниці староєгипетських фараонів Першої династії. Пробуджена вторгненням у гробницю наполеонівських військ, миша дісталася до морського порту і відплила спочатку в Марсель, потім у Лондон і Массачусетс. Ще через сто років вона досягає порогу Дому, ховається в кошик підкидька Тімоті і поселяється в Будинку.
- Йоан Жахливий (Неправедный) (англ. Joan the Terrible (the Unjust)) — дядечко з Трансільванії. Сім'я не любить його за жорстокість, люту вдачу і темне минуле. Аби помститися за те, що Сесі відмовляється вилікувати його, доносить на Сім'ю людям, що призводить до вимушеного втечі і спалення Будинку розлюченим натовпом.
- Пітер, Вільям, Джек, Філіп (англ. Peter, William, Jack, Philip) — чотири кузени, чиї тіла згоріли під час пожежі. Тоді Сесі перемістила їх душі в голову Нільського прадіда. Там вони врешті-решт залишилися, поселившісь у різних шматках його спогадів.

## Сюжет
Велика родина Елліотів складається з найрізноманітніших істот: вампірів, привидів, розмовляючих стародавніх єгипетських мумій. Кожен рік, у жовтні, напередодні Хелловіна, всі члени Сім'ї збираються на Сімейну Зустріч у Будинку, розташованому на території верхнього Іллінойсу.
Роман починається з того, що Тисячу-Раз-Пра-Прабабуся — стародавня єгипетська мумія, дочка фараона, найстарший і наймудріший член Сім'ї — розповідає Тімоті історію появи Сім'ї і Дому. Тим часом Сім'я готується до Сімейної Зустрічі — загальним зборам родичів з усіх кінців світу, що проводиться раз на кілька десятиліть. Після закінчення Зустрічі та проводів родичів виявляється, що багато з них повертаються назад у Будинок, хоча наступна Сімейна Зустріч призначена на 2009 рік. У світі стає все менше віри в надприродне, і життя членів Сім'ї знаходяться під загрозою; всі прагнуть сховатися в Будинку. Але Йоан Жахливий доносить на Сім'ю, і до Будинку йде натовп людей із факелами. Члени Сім'ї розлітаються в різні сторони. Будинок згорає. Тімоті залишається з Тисячу-Раз-Пра-Прабабусею і каже їй, що хоче прожити людське життя і померти як всі люди. Прабабуся схвалює його рішення. Тімоті відносить її в музей і просить куратора, доктора Дуайта Вільяма Олкотта, говорити з нею і слухати її. Він також просить дозволу іноді відвідувати її, тому що «він належить їй, а вона належить йому; це взаємно. Вони сім'я».

## Цікаві факти
- Прототипом дядька Ейнара послужив реальний родич Рея Бредбері, дядько Ейнар, швед за походженням. Дядько Ейнар був його улюбленим родичем, «гучним, неспокійним і радісним.» Дядечко Ейнар із роману успадкував всі ці якості.
- Ім'я тітки Нейви, образ якої Бредбері також помістив у роман — скорочення від Невади.
- У той час, у 1946 році, коли Рей Бредбері і Чарльз Аддамс прийшли до думки про співробітництво, Аддамс вже створював комікси про свою знамениту Сімейку.